# Horus (atleta)
Horus (fl. IV secolo) è stato un filosofo e pugile egizio, vittorioso ai Giochi olimpici di Antiochia del 364.

## Biografia
Nacque in Egitto, sotto il dominio romano, figlio di un certo Valente; il suo nome si rifà chiaramente alla antica divinità egizia. Horus fu originariamente uno studente di retorica e atleta, vincendo ai Giochi di Antiochia del 364 probabilmente come pugile. Fu inoltre elogiato, in quel medesimo anno, con suo fratello Phaenes, davanti al prefetto d'Egitto Massimo. In seguito dedicò la sua vita alla filosofia cinica.
Horus compare fra gli interlocutori nei Saturnalia di Macrobio (ambientato nel 384) e come amico di Simmaco che ne tesse le lodi presso Virio Nicomaco Flaviano. 